# 阿什兰 (希芒县)
阿什兰（英語：Ashland）是位于美国纽约州希芒县的一个镇，地处希芒县南端、埃尔迈拉以南。2010年美国人口普查时，该镇有1695人。阿什兰镇建于1867年，也是希芒县最晚成立的城镇。其名称来源于美国政治家亨利·克莱的故乡。